# L'Art du game design

L'Art du game design (The Art of Game Design) est un livre sorti en 2008.
Écrit par Jesse Schell, il offre un panorama général sur le game design et plus particulièrement sur celui des jeux vidéo.
Dans une critique, le site Gamasutra estime qu'il est idéal pour les étudiants.